# ニッキー・ダイアル
ニッキー・ダイアル（Nikki Dial,  1973年10月5日 - ）は、アメリカ合衆国ペンシルベニア州エリー出身のポルノ女優。ポルノ業界に入る前は、ボンデージクラブで働いていた。
1990年代初期に活躍した。

## 受賞歴
- 1992年 XRCO Starlet of the Year
- 1994年 FOXE Female Fan Favorite
- XRCO殿堂